# 茶山站 (福岡縣)

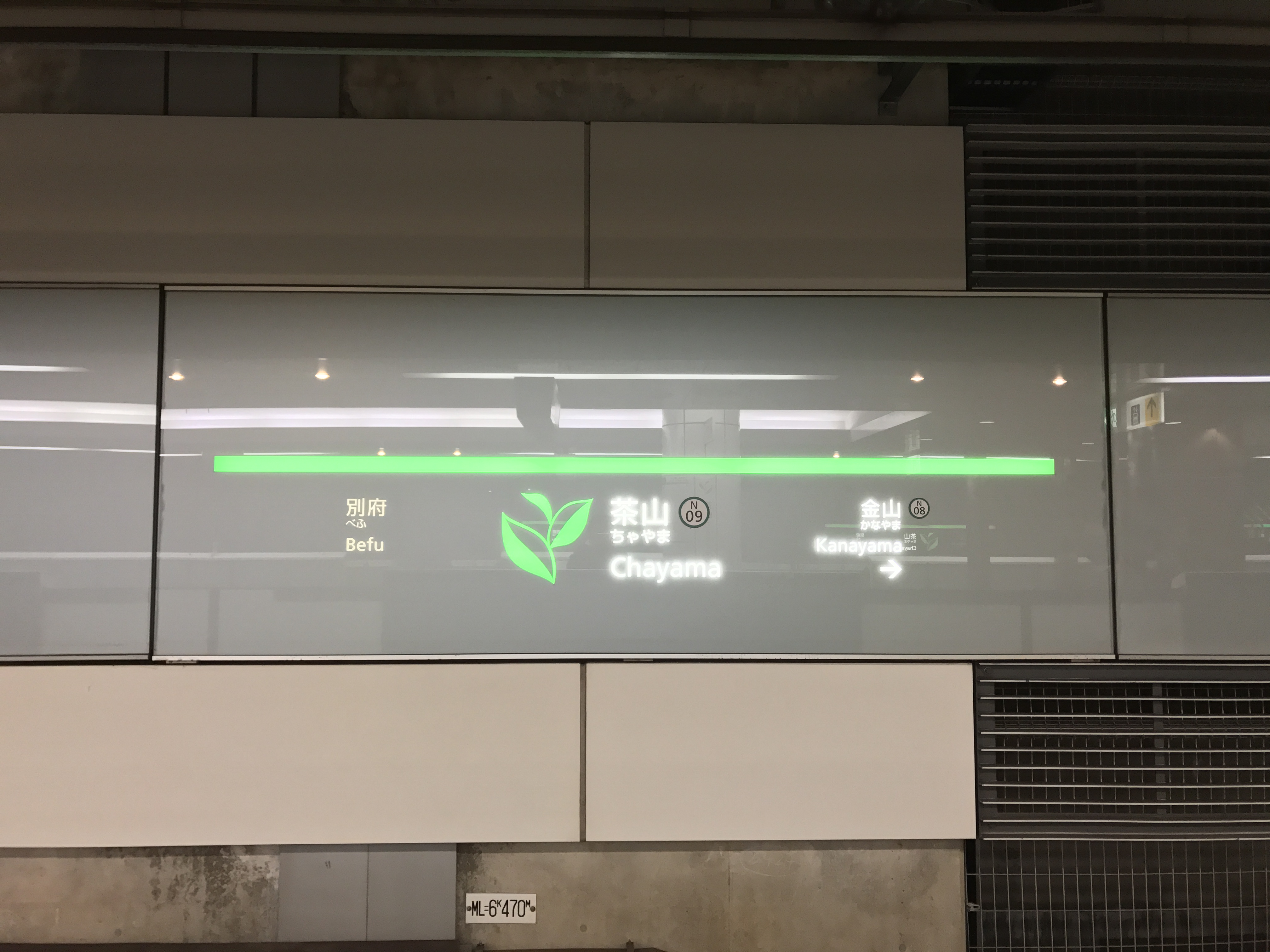
站名牌（2017年2月28日攝）

茶山站（日语：／ Chayama eki */?）是一個位於日本福岡縣福岡市城南區茶山一丁目，屬於福岡市地下鐵七隈線的鐵路車站。車站編號是N09。

## 歷史
- 2005年（平成17年）2月3日 - 開業。

## 車站構造
島式月台1面2線的地底車站。位於城南學園通正下方。金山側設有渡線。

### 月台配置
| 月台 | 路線   | 目的地                         |
| ---- | ------ | ------------------------------ |
| 1    | 七隈線 | 六本松、藥院、天神南、博多方向 |
| 2    | 七隈線 | 福大前、橋本方向               |

## 利用狀況
2016年（平成28年）度的1日平均上車人次為2,354人、七隈線開業起10年後首次超過2000人。
開業以後的1日平均上車人次推移如下表。
| 年度               | 1日平均 上車人次 |
| ------------------ | ---------------- |
| 2004年（平成16年） | 1,473            |
| 2005年（平成17年） | 1,258            |
| 2006年（平成18年） | 1,485            |
| 2007年（平成19年） | 1,567            |
| 2008年（平成20年） | 1,686            |
| 2009年（平成21年） | 1,676            |
| 2010年（平成22年） | 1,756            |
| 2011年（平成23年） | 1,849            |
| 2012年（平成24年） | 1,873            |
| 2013年（平成25年） | 1,988            |
| 2014年（平成26年） | 2,056            |
| 2015年（平成27年） | 2,235            |
| 2016年（平成28年） | 2,354            |

## 相鄰車站
福岡市交通局（福岡市地下鐵）
 七隈線
金山（N08）－茶山（N09）－別府（N10）

## 外部連結
- 福岡市地下鐵 茶山站 （页面存档备份，存于）（日語）